# جيسي لي
جيسي لي (بالإنجليزية: Jesse Lee)‏ هو موظف ديني ‏ أمريكي، ولد في 12 مارس 1758 في مقاطعة برينس جورج في الولايات المتحدة، وتوفي في 12 سبتمبر 1816 في بالتيمور في الولايات المتحدة.